# 細越 (弘前市)
細越（ほそごえ）は、青森県弘前市の地名。郵便番号は036-8375。

## 地理
北は折笠、東は鼻和、南は愛宕、西は新岡に接する。

### 小字
小字として大沢口・竹原・宮本・早稲田がある。

## 沿革
- 1889年（明治22年） - 船沢村の一部。
- 1891年（明治24年） - 当時の記録では人口198、戸数25、厩3であった。
- 1955年（昭和30年） - 弘前市に所属、弘前市の大字になる。

## 世帯数と人口
2017年（平成29年）6月1日現在の世帯数と人口は以下の通りである。
| 大字             | 世帯数 | 人口  |
| ---------------- | ------ | ----- |
| 細越（小字全域） | 65世帯 | 186人 |

## 施設

### 教育
- 船沢保育園
- 弘前市立船沢小学校

### 農協
- 細越リンゴ生販組合冷蔵庫
- JAつがる弘前船沢りんごセンター

### 消防
- 弘前市消防団船沢地区団第八分団消防屯所

### 公共
- 細越町民会館

## 小・中学校の学区
市立小・中学校に通う場合、学区は以下の通りとなる。
| 大字 | 番地 | 小学校             | 中学校             |
| ---- | ---- | ------------------ | ------------------ |
| 細越 | 全域 | 弘前市立船沢小学校 | 弘前市立船沢中学校 |

## 交通
- 弘南バス
  - 富栄（弘前バスターミナル - 船沢・船沢 - 聖愛高校線）停留所。
  - 富栄（弘前バスターミナル - 弥生線）停留所。